# 績渓県
績渓県（せきけい-けん）は中華人民共和国安徽省宣城市に位置する県。

## 行政区画
- 鎮:華陽鎮、臨渓鎮、長安鎮、上荘鎮、楊渓鎮、伏嶺鎮、金沙鎮、瀛洲鎮
- 郷:板橋頭郷、家朋郷、荊州郷

## 交通

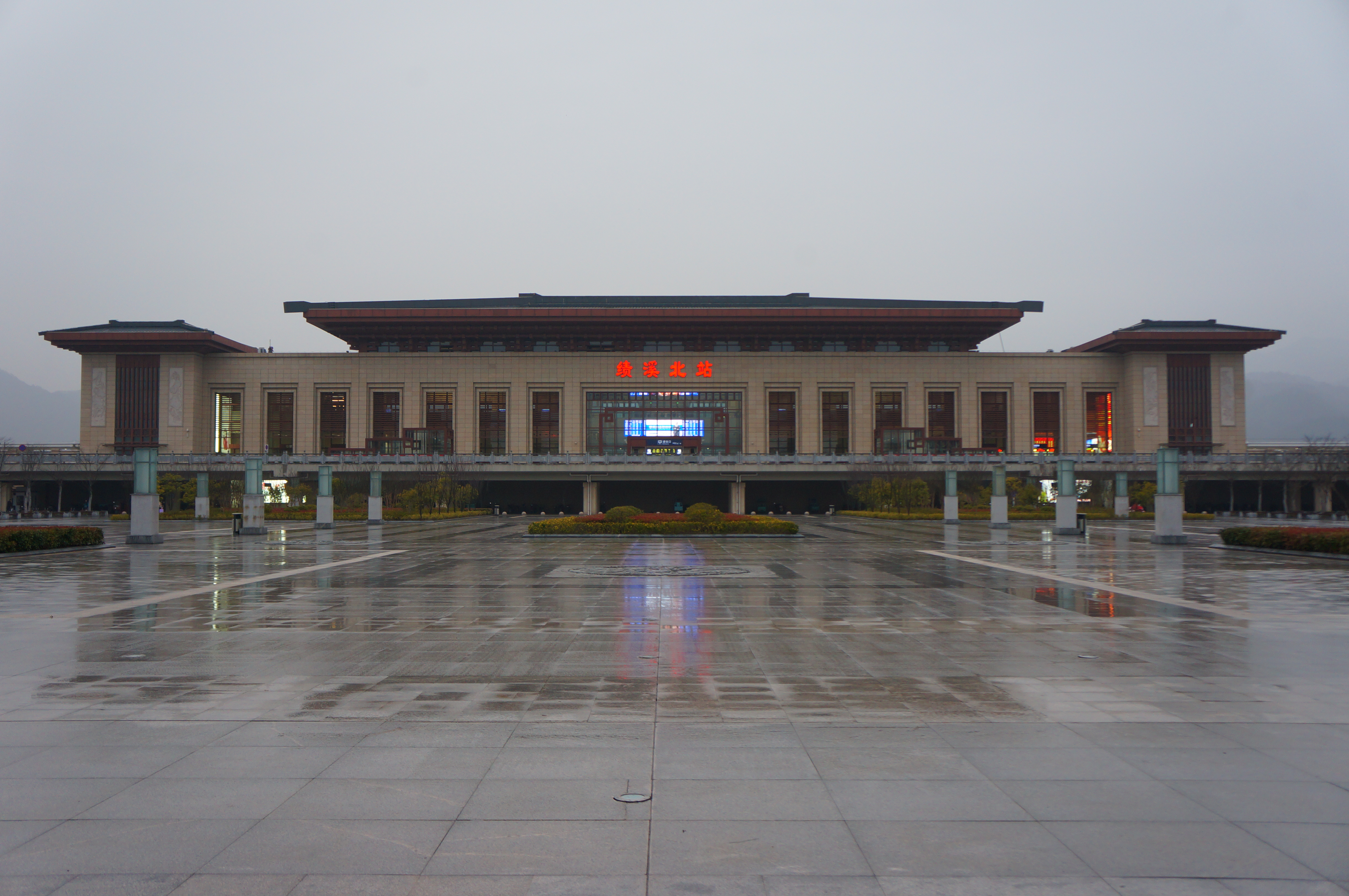
績渓北駅

### 鉄道
- 中国鉄路総公司
  - 合福旅客専用線、杭黄旅客専用線
    - 績渓北駅

  - 皖贛線
    - 績渓県駅

### 道路
- 高速道路
  - 溧寧高速道路

## 出身者
- 胡適 - 中華民国の学者・思想家・外交官。白話文学の提唱者で、プラグマティズムに親しむ。後に駐米大使などを歴任した。